# Campionato europeo maschile under 21 di calcio 1998
Il Campionato di calcio europeo Under-21 1998, 11ª edizione del Campionato europeo di calcio Under-21 organizzato dalla UEFA, si è svolto in Romania dal 23 al 31 maggio 1998. Il torneo è stato vinto dalla Spagna.
Le fasi di qualificazione hanno avuto luogo tra il 23 aprile 1996 e il 17 dicembre 1997 e hanno designato le otto nazionali finaliste. Tra queste è stata designata la Romania quale nazione ospitante la fase finale.
La fase finale in Romania si è svolta a partire dai quarti di finale a eliminazione diretta. La finale si è disputata il 31 maggio 1998 tra le formazioni della Grecia e della Spagna. 
Fu la prima edizione dopo vent’anni in cui mancò l’Italia, tricampione in carica e non qualificatasi, dopo le tre precedenti edizioni vinte con le quali stabilì un doppio record (edizioni vinte ed edizione vinte consecutive). 

## Qualificazioni

### Squadre qualificate
| Squadra                                          |
| ------------------------------------------------ |
| Germania                                         |
| Norvegia                                         |
| Grecia                                           |
| Paesi Bassi                                      |
| Romania (in seguito designata nazione ospitante) |
| Russia                                           |
| Spagna                                           |
| Svezia                                           |

## Fase finale
|  | Quarti di finale | Quarti di finale |             |             | Semifinali                | Semifinali                |  |  | Finale    | Finale |
|  |                  |                  |             |             |                           |                           |  |  |           |        |
|  | 23 maggio        |                  |             |             |                           |                           |  |  |           |        |
|  |                  |                  |             |             |                           |                           |  |  |           |        |
|  | Paesi Bassi      | 2                |             |             |                           |                           |  |  |           |        |
|  | Paesi Bassi      | 2                | 26 maggio   |             |                           |                           |  |  |           |        |
|  | Romania          | 1                |             |             |                           |                           |  |  |           |        |
|  | Romania          | 1                | Paesi Bassi | 0           |                           |                           |  |  |           |        |
|  | 23 maggio        |                  | Paesi Bassi | 0           |                           |                           |  |  |           |        |
|  |                  | Grecia           | 3           |             |                           |                           |  |  |           |        |
|  | Germania         | Grecia           | 3           | 0           |                           |                           |  |  |           |        |
|  | Germania         |                  | 31 maggio   | 0           |                           |                           |  |  |           |        |
|  | Grecia           | 1                |             |             |                           |                           |  |  |           |        |
|  | Grecia           | 1                | Grecia      | 0           |                           |                           |  |  |           |        |
|  | 24 maggio        |                  | Grecia      | 0           |                           |                           |  |  |           |        |
|  |                  | Spagna           | 1           |             |                           |                           |  |  |           |        |
|  | Spagna           | Spagna           | 1           | 1           |                           |                           |  |  |           |        |
|  | Spagna           | 27 maggio        |             | 1           |                           |                           |  |  |           |        |
|  | Russia           | 0                |             |             |                           |                           |  |  |           |        |
|  | Russia           | 0                | Norvegia    | 0           | Finale per il terzo posto | Finale per il terzo posto |  |  |           |        |
|  | 24 maggio        |                  | Norvegia    | 0           | Finale per il terzo posto | Finale per il terzo posto |  |  |           |        |
|  |                  | Spagna           | 1           |             |                           |                           |  |  |           |        |
|  | Norvegia         | Spagna           | 1           | 1           | Norvegia                  | 2                         |  |  |           |        |
|  | Norvegia         |                  |             | 1           | Norvegia                  | 2                         |  |  |           |        |
|  | Svezia           | 0                |             | Paesi Bassi | 0                         |                           |  |  |           |        |
|  | Svezia           | 0                |             |             | 0                         |                           |  |  |           |        |
|  |                  |                  |             |             |                           |                           |  |  | 31 maggio |        |
|  |                  |                  |             |             |                           |                           |  |  |           |        |

|  | Semifinali 5º/8º posto | Semifinali 5º/8º posto | Semifinali 5º/8º posto |        |          | Finale 5º/6º posto | Finale 5º/6º posto | Finale 5º/6º posto |  |
|  |                        |                        |                        |        |          |                    |                    |                    |  |
|  | Romania                | Romania                | 0                      |        |          |                    |                    |                    |  |
|  | Romania                | Romania                | 0                      |        |          |                    |                    |                    |  |
|  | Germania               | Germania               | 1                      |        |          |                    |                    |                    |  |
|  | Germania               | Germania               | 1                      |        | Germania | Germania           | 2                  |                    |  |
|  |                        |                        |                        |        | Germania | Germania           | 2                  |                    |  |
|  |                        |                        | Svezia                 | Svezia | 1        |                    |                    |                    |  |
|  | Russia                 | Russia                 | Svezia                 | Svezia | 1        | 0                  |                    |                    |  |
|  | Russia                 | Russia                 |                        |        |          | 0                  |                    |                    |  |
|  | Svezia                 | Svezia                 | 2                      |        |          | Finale 7º/8º posto | Finale 7º/8º posto | Finale 7º/8º posto |  |
|  | Svezia                 | Svezia                 | 2                      |        |          |                    |                    |                    |  |
|  |                        |                        |                        |        |          |                    |                    |                    |  |
|  |                        |                        |                        |        |          | Russia             | Russia             | 2                  |  |
|  |                        |                        |                        |        |          | Russia             | Russia             | 2                  |  |
|  |                        |                        |                        |        |          | Romania            | Romania            | 1                  |  |

### Finale per il terzo posto
| Arbitro: | Metin Tokat |

|  |           |                  |
|  | Marcatori | 67’, 79’ Iversen |

### Finale
| Arbitro: | Ľuboš Micheľ |

|  |           |           |
|  | Marcatori | 65’ Pérez |

### Classifica finale
| Posizione | Squadra     |
| --------- | ----------- |
| 1         | Spagna      |
| 2         | Grecia      |
| 3         | Norvegia    |
| 4         | Paesi Bassi |
| 5         | Germania    |
| 6         | Svezia      |
| 7         | Russia      |
| 8         | Romania     |